# هرب داگلاس
هرب داگلاس (انگلیسی: Herb Douglas؛ زادهٔ ۹ مارس ۱۹۲۲) ورزشکار دو و میدانی اهل ایالات متحده آمریکا است.